# Danuria buchholzi
Danuria buchholzi är en bönsyrseart som beskrevs av Gerstaecker 1883. Danuria buchholzi ingår i släktet Danuria och familjen Mantidae. Inga underarter finns listade i Catalogue of Life.